# Eoophyla
Eoophyla är ett släkte av fjärilar. Eoophyla ingår i familjen Crambidae.

## Dottertaxa tillEoophyla, i alfabetisk ordning[1]
- Eoophyla angustalis
- Eoophyla argyropis
- Eoophyla aulacodealis
- Eoophyla basilissa
- Eoophyla ceratucha
- Eoophyla conjunctalis
- Eoophyla contifascialis
- Eoophyla delicata
- Eoophyla discalis
- Eoophyla dominalis
- Eoophyla falcatalis
- Eoophyla halialis
- Eoophyla hemicryptis
- Eoophyla hemimelaena
- Eoophyla idiotis
- Eoophyla inouei
- Eoophyla iriusalis
- Eoophyla latifascia
- Eoophyla latipennis
- Eoophyla lobophoralis
- Eoophyla melanops
- Eoophyla menglensis
- Eoophyla metriodora
- Eoophyla mimeticalis
- Eoophyla nigripilosa
- Eoophyla ochripicta
- Eoophyla palleuca
- Eoophyla papulalis
- Eoophyla parapomasalis
- Eoophyla peribocalis
- Eoophyla persimilis
- Eoophyla quinqualis
- Eoophyla rufalis
- Eoophyla saturatalis
- Eoophyla sejunctalis
- Eoophyla simplex
- Eoophyla simplicialis
- Eoophyla sobrina
- Eoophyla thaiensis
- Eoophyla thomasi
- Eoophyla tigridalis
- Eoophyla tripunctalis